# Taró Kacura
Taró Kacura (japonsky 桂 太郎, Kacura Taró; 4. ledna 1848, Hagi – 10. října 1913, Mita) byl japonský politik a generál Japonské císařské armády, který sloužil jako předseda vlády Japonska v letech 1901 až 1906, 1908 až 1911 a 1912 až 1913.
Kacura se jako generál vyznamenal za první čínsko-japonské války. Sloužil také jako generální guvernér Tchaj-wanu a ministr války. Poprvé byl jmenován předsedou vlády v roce 1901 jako kandidát armády a profiloval se jako konzervativec mimo stranickou politiku. První a druhá vláda premiéra Kacury vedla zemi během několika významných událostí moderní japonské historie, především rusko-japonské války a anexe Koreje. Kacurovo třetí jmenování vyvolalo politickou krizi, takže o tři měsíce později po vyslovení nedůvěry rezignoval.
Kacura je po Šinzó Abeovi druhým nejdéle sloužícím japonským premiérem, celkem sloužil 2883 dní. Bývá mu dáván čestný titul genró (元老), tedy jednoho z otců-zakladatelů moderního Japonska.